# Gare d'Aggius
La gare d'Aggius est une gare ferroviaire desservant la ville d'Aggius en Sardaigne. Mise en service en 1931, elle est sur la ligne Sassari - Tempio - Palau. Depuis 1997, elle est exclusivement utilisée par le train touristique Trenino verde.
Dans les faits, la gare se trouve sur le territoire communal de Tempio Pausania.